# Ferrocarriles Yugoslavos
Ferrocarriles Yugoslavos (en serbocroata: Југословенске Железнице, transliterado Jugoslovenske Železnice), también conocido por su acrónimo estándar JŽ (en cirílico: ЈЖ), fue la antigua compañía nacional de ferrocarriles de Yugoslavia que funcionaron entre 1920 y los años 1990.

## Historia
La compañía fue originalmente fundada como "Ferrocarriles nacionales del Reino de los Serbios, Croatas y Eslovenos" mediante la incorporación de todas las compañías ferroviarias que existían hasta ese momento. Heredaba los ferrocarriles que habían sido construidos por las administraciones del Imperio Austro-Húngaro, Serbia y Montenegro, lo que suponía administrar una red con varios anchos de vías, sistemas de señalización, etc.

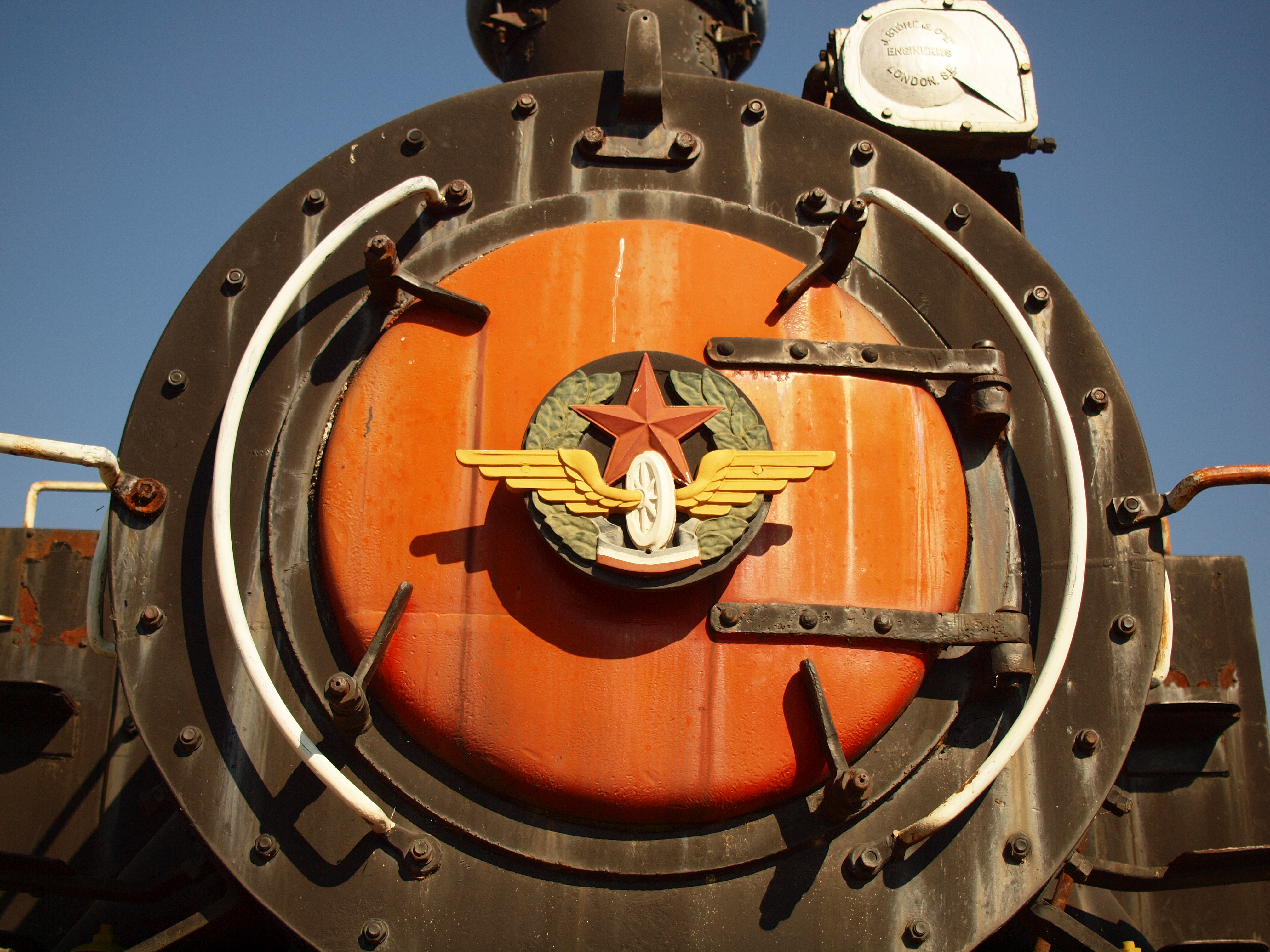
Emblema original de la compañía en una locomotora de vapor JŽ 62.

Coincidiendo con el cambio de nombre del país, en 1929 la empresa fue renombrada como Ferrocarriles del Estado Yugoslavo (Jugoslovenske državne železnice, o JDŽ). En 1941, tras la invasión alemana, la compañía dejó de existir y fue sustituida por dos nuevas compañías ferroviarias: los Ferrocarriles del Estado Croata (HDŽ) y los Ferrocarriles del Estado Serbio (SDŽ). Los nazis se hicieron con el control de la red, puesto que estaban especialmente interesados en las líneas férreas que conectaban Yugoslavia con Grecia. La antigua JDŽ sería restablecida en 1945, tras el final de la Segunda Guerra Mundial. Debido a los daños sufridos durante la contienda, la red ferroviaria fue ampliamente reconstruida durante la posguerra.
En 1952 fue renombrada como Ferrocarriles Yugoslavos (JŽ). Hacia la 1960 la JŽ operaba sobre 11.587 km de vías, coexistiendo al menos varios anchos de vía distintos en la red férrea. La primera línea electrificada se abrió entre Belgrado y Šid en 1970. En 1974 ocurrió el desastre ferroviario de Zagreb. Durante los siguientes años continuó la modernización de la red. Con la disolución de Yugoslavia el gobierno de la República Federal de Yugoslavia mantuvo el control de los Ferrocarriles Yugoslavos. No obstante, buena parte de la red se escindió y pasó a control de nuevas entidades ferroviarias.
El 12 de abril de 1999, durante el bombardeo de la OTAN sobre Yugoslavia de 1999, un tren de los Ferrocarriles Yugoslavos de pasajeros fue alcanzado por un misil de crucero de la OTAN en Grdelica y un total de 14 personas perdieron la vida.

## Compañías ferroviarias sucesoras

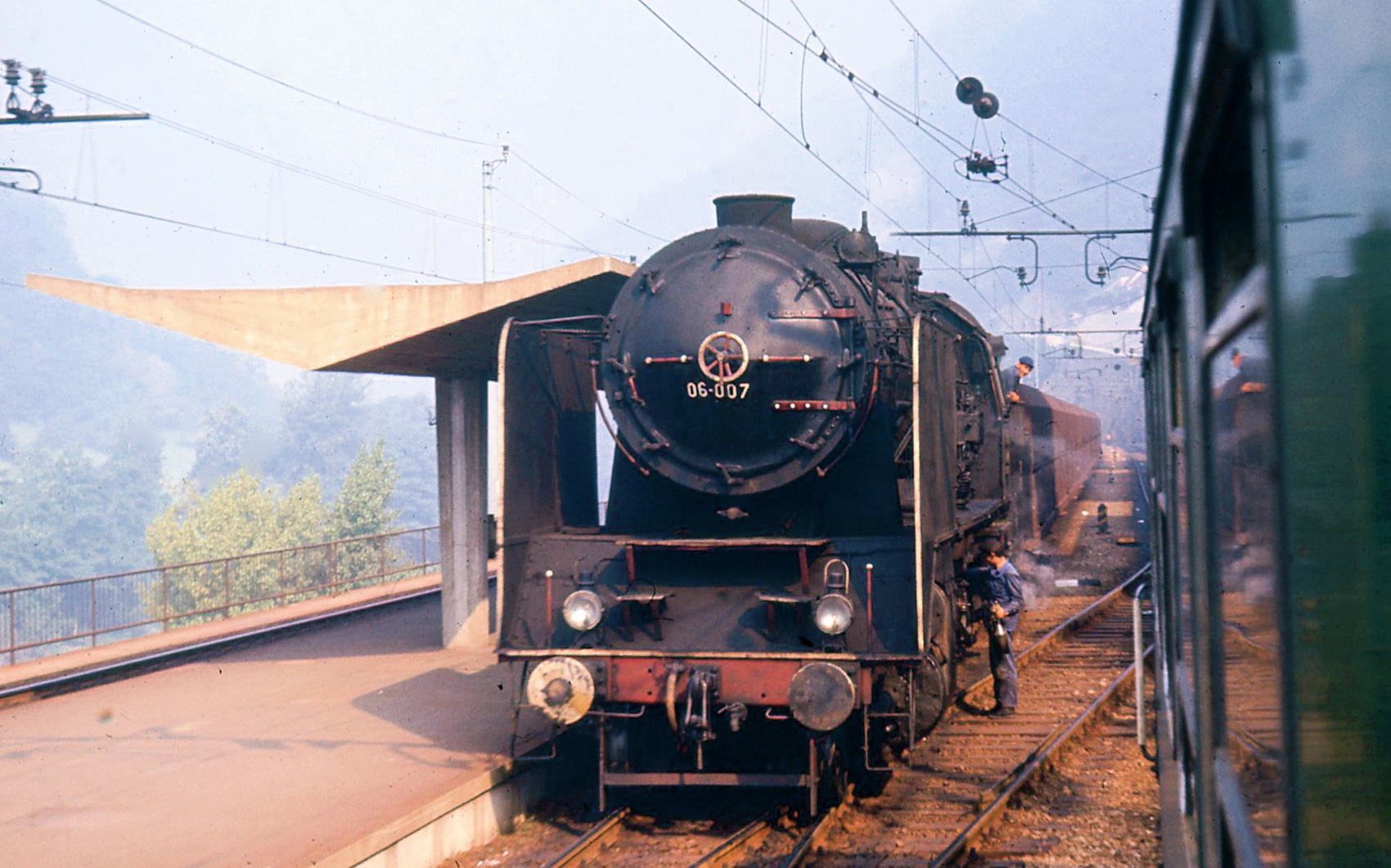
Locomotora de vapor de JŽ en Eslovenia (1971).

Tras la desmembración de Yugoslavia la antigua JŽ fue sucedida por varias compañías en cada país:
| Ferrocarril                                       | País               | Fundación |
| ------------------------------------------------- | ------------------ | --------- |
| Hrvatske željeznice (HŽ)                          | Croacia            | 1991      |
| Slovenske železnice (SŽ)                          | Eslovenia          | 1991      |
| Željeznice Federacije Bosne i Hercegovine (ŽFBiH) | Bosnia-Herzegovina | 2001      |
| Željeznice Republike Srpske (ŽRS)                 | Bosnia-Herzegovina | 1992      |
| Makedonski Železnici (MŽ)                         | Macedonia          | 1992      |
| Željeznica Crne Gore (ŽCG)                        | Montenegro         | 2008      |
| Železnice Srbije (ŽS)                             | Serbia             | 2005      |